# 安文璧
安文璧（1556年—1606年），字仲書，號明宇，河南彰德府安陽縣人，民籍，明朝政治人物。

## 生平
萬曆四年（1576年）丙子科河南鄉試第六名，萬曆十一年（1583年）癸未科會試第三百二十五名，登三甲第四名進士。兵部觀政，授行人，十六年三月选授浙江道试御史，十七年查刷光禄寺，十八年巡按直隶真定等府。十九年丁憂，服闋，復補本道，本年巡按淮揚，二十八年巡视中城、本年巡按順天，三十二年升大理寺丞，三十四年卒。

## 家族
曾祖安洪，曾任布政司都事；祖父安忠；父安汝邦，曾任儒官。母梁氏。具庆下。兄文奎。弟文斗。